# Francisco de Almeida (governador de Ceuta)
Francisco de Almeida (c. 1580 - depois de 1641), governador de Mazagão e de Ceuta.
Foi Almirante da Armada da Restauração da Bahia, dita Jornada dos Vassalos, capitaneada por Fadrique de Toledo Osório, e Manuel de Meneses General da Armada de Portugal, e que partiu de Lisboa em 22 de Novembro de 1624. Tratava-se de recuperar a cidade de S. Salvador da Bahia, que os holandeses tinham tomado em 8 de Maio de 1624. Bahia foi assim recuperada em 1° de Maio do ano seguinte.
De volta do Brasil, Francisco foi eleito governador de  Mazagão, que dirigiu 4 anos, de 26 de junho de 1627 até 7 de Junho de 1631.
Em 1637 foi eleito governador de Ceuta. Em 1640, depois da Restauração da Independência de Portugal, continuou a governar até ceder a praça aos espanhóis em 1641.

## Dados genealógicos
Francisco, filho de António de Almeida, veador da Rainha D. Catarina, e pajem do Infante D. Luiz, e da sua segunda mulher Brites de Mendonça, foi 1° comendador de Santa Maria de Mesquitela, de S. Salvador de Ribas de Basto e das Duas Igrejas.
Casou com Ângela de Melo, filha de André Pereira de Miranda, Senhor de Carvalhaes, e de Felipa de Melo, e têve :
- Diogo de Almeida, que casou com D. Luísa Maria da Silva (filha de Antão de Almada, 7.º conde de Avranches).
- António de Almeida
- Filipa de Melo de Almeida que casou com D. Lucas de Portugal, comendador de Fronteira. Sem geração[1].